# Пелаэс, Вильфредо
Вильфредо Андрес Пелаэс Эсмите (исп. Sergio Armando Matto Suárez; 27 октября 1930, Сан-Хосе-де-Майо — 22 мая 2019, Монтевидео) — уругвайский баскетболист. Бронзовый призёр летних Олимпийских игр 1952 года.

## Биография
Вильфредо Пелаэс родился 27 октября 1930 года в уругвайском городе Сан-Хосе-де-Майо.
Играл в баскетбол за «Табаре».
В 1952 году вошёл в состав сборной Уругвая по баскетболу на летних Олимпийских играх в Хельсинки и завоевал бронзовую медаль. Провёл 4 матча, набрал 2 очка в матче со сборной Венгрии.
По ходу Олимпиады был дисквалифицирован, став активным участником драки в матче второго группового этапа против сборной Франции (66:68). В конце поединка в составе уругвайцев остались только три баскетболиста, и при равном счёте американский судья Винсент Фаррелл зафиксировал фол со стороны сборной Уругвая. Это спровоцировало драку, арбитр получил серьёзную травму и был вынесен с площадки без сознания. Полиция установила, что вина за произошедшее лежит в первую очередь на Пелаэсе и его товарище по сборной Уругвая Карлосе Росельо. Оба были дисквалифицированы до конца турнира и на последующие Олимпийские игры.
Умер 22 мая 2019 года в уругвайском городе Монтевидео.

## Семья
Сын — Фернандо Пелаэс. Был проректором Республиканского университета.